# Núi Thiên Thai (Bắc Ninh)
Núi Thiên Thai nằm sát sông Đuống, ngọn cao nhất là 71m, hiện nay núi Thiên Thai thuộc 2 xã Song Giang, Đông Cứu, huyện Gia Bình, tỉnh Bắc Ninh, cách thành phố Bắc Ninh 20 km về phía nam. 

## Đặc điểm
Thiên Thai có hình con rồng uốn lượn 9 khúc (dãy núi này gồm 9 ngọn núi liền nhau). Đây là nơi đã sinh ra vị danh nhân đất nước đó là: Thái sư Lê Văn Thịnh. Ngày xưa rừng thông phủ kín núi, trên đỉnh ngọn Thiên Thai có một ngôi chùa cổ trăm gian và một vườn hồng đào, đây là một giống đào đặc biệt, hoa nở thành từng chùm buông xuống như những chiếc đuôi cáo nên mới có cái tên là Hồng đào. Ngày xuân khách lên lễ chùa vãng cảnh vườn đào, dạo chơi rừng thông rồi hướng ra bể đông xem loan phượng ăn xoài.
Tại đây có đền thờ Thái sư Lê Văn Thịnh.

## Phát hiện Rồng đá
Một ngày cuối năm 1992, người dân thôn Bảo Tháp, xã Đông Cứu (Gia Bình) dọn gạch vỡ, đá quanh đền thờ Thái Sư Lê Văn Thịnh thấy lộ ra khối đá lớn được đẽo, chạm đường nét tinh xảo, khoét sâu, mở rộng thì thấy lộ nguyên hình đầu rồng. Mọi người dùng đòn tre khiêng, người dùng xà beng, thanh gỗ làm đòn bẩy lên một rồng đá ước chừng 3 tấn được tại sân đền. 
Rồng đá được đẽo, chạm miêu tả đầu, hai chân trước và một phần thân. Từ mặt đất lên đỉnh sọ rồng cao 0,76 mét, chiều ngang từ phải sang trái rộng 1,12 mét; chiều dọc từ trước ra sau dài 0,96 mét (xin lưu ý: số đo chia hết cho 8). Rồng được chạm vẩy; tai phải đặc, tai trái rỗng, hai chân trước gân guốc, mỗi chân xòe rộng 5 ngón nắm chặt hai khúc thân kéo vào trước ngực; đầu gục xuống, mắt trợn tròn, miệng há rộng để lộ hàm răng lởm chởm ngoạm khúc thân, quằn quại. Đây là rồng đá to nhất Đông Nam Á và được chạm khắc vào thời Lê .

## Trong văn học, nghệ thuật
Núi Thiên Thai được nhắc nhiều trong các làn điệu dân ca quan họ, ca dao, văn học hiện đại. Trong dân ca quan họ: "Trèo lên trên núi Thiên Thai, thấy chim Loan Phượng ăn Xoài biển đông".
Trong bài thơ Bên kia sông Đuống của nhà thơ Hoàng Cầm:
...
Ai về bên kia sông Đuống
Cho ta gửi tấm the đen
Mấy trăm năm thấp thoáng mộng bình yên
Những hội hè đình đám
Trên núi Thiên Thai
Trong chùa Bút Tháp
Giữa huyện Lương Tài...
Trong thơ Tố Hữu:
Chí ta như núi thiên thai ấy
Đỏ rực chiều hôm dậy cánh đồng
Lòng ta như nước Hương Giang ấy
Xanh những dòng sông những bóng thông...